# Djondjon
Taxons concernés
- Psathyrella coprinoceps[1]
- autres espèces ressemblantes du groupe Psathyrella candolleana.modifier

Djondjon est le nom vernaculaire d'un type de champignons noirs comestibles que l'on trouve souvent dans le Nord d'Haïti et qui est utilisé comme un mets délicat dans certains plats haïtiens, comme le diri djondjon. Ce nom fait référence à des Psathyrelles indéterminées proches de Psathyrella coprinoceps.

## Étymologie
Djondjon est un nom particulièrement utilisé à Haïti pour désigner des champignons noirs mais également sur l'Île de la Dominique avec la même définition tout en se prononçant « Jonjon ». En Jamaïque, c'est sous la forme « jonjo » ou « junjo » qu'il apparaît ; son sens pouvant se référer aux champignons en général, aux champignons poussant sur les arbres ou encore aux phytoparasites. Ce terme pourrait provenir d'une créolisation du français « champignon ».
Ce nom est aussi employé au Honduras pour signifier une maladie de peau ou une peau salie et au Guyana sous des définitions encore plus larges allant jusqu'à désigner une miction donnant une puissance surnaturelle autant que cette force elle-même.

## Espèce concernées
Le terme djon djon est taxonomiquement ambigu. Il désigne des petits champignons noircissant se rapportant à la section Candolleana du genre Psathyrella et dont la Psathyrelle de De Candolle est l'espèce type. Ces champignons sont saprobiontes, décomposant les chaumes de bambous et poussent lors des fortes pluies printanières et automnales,.

## Usages en cuisine
Lorsqu'ils sont cuits, les djondjons donnent au plat dans lequel ils se trouvent une couleur noire, un goût et un arôme boisés particulièrement appréciés, notamment dans le plat national haïtien nommé riz djon djon ou diri ak djon djon préparé lors d'occasions spéciales, comme les anniversaires, les mariages ou à Noël,.
Les pieds non comestibles sont retirées ; seuls les chapeaux sont utilisés. Les djondjons sont souvent servis avec du riz et une viande comme le porc ou le poisson. L'ébullition des champignons libère une couleur gris-noir dans l'eau, qui peut ensuite être utilisée pour parfumer et colorer le riz avec lequel ils sont servis, lui donnant une couleur noire. Souvent, seul l'extrait est utilisé, les champignons étant rejetés.

## Commercialisation
Les Haïtiens cultivent le djon djon et l'exportent sous forme de spécimens entiers séchés, de poudre ou de cube dans les épiceries antillaises liées à la diaspora haïtienne. De ce fait, il s'agit d'une ressource économique importante. Aux USA, leur prix est considéré comme élevé. Gene Yetter de l'Association mycologique du New Jersey et de la Société mycologique de New York a rapporté qu'il les a trouvés vendus séchés à New York pour environ $1 pour un quart d'once.